# Krem (deser)

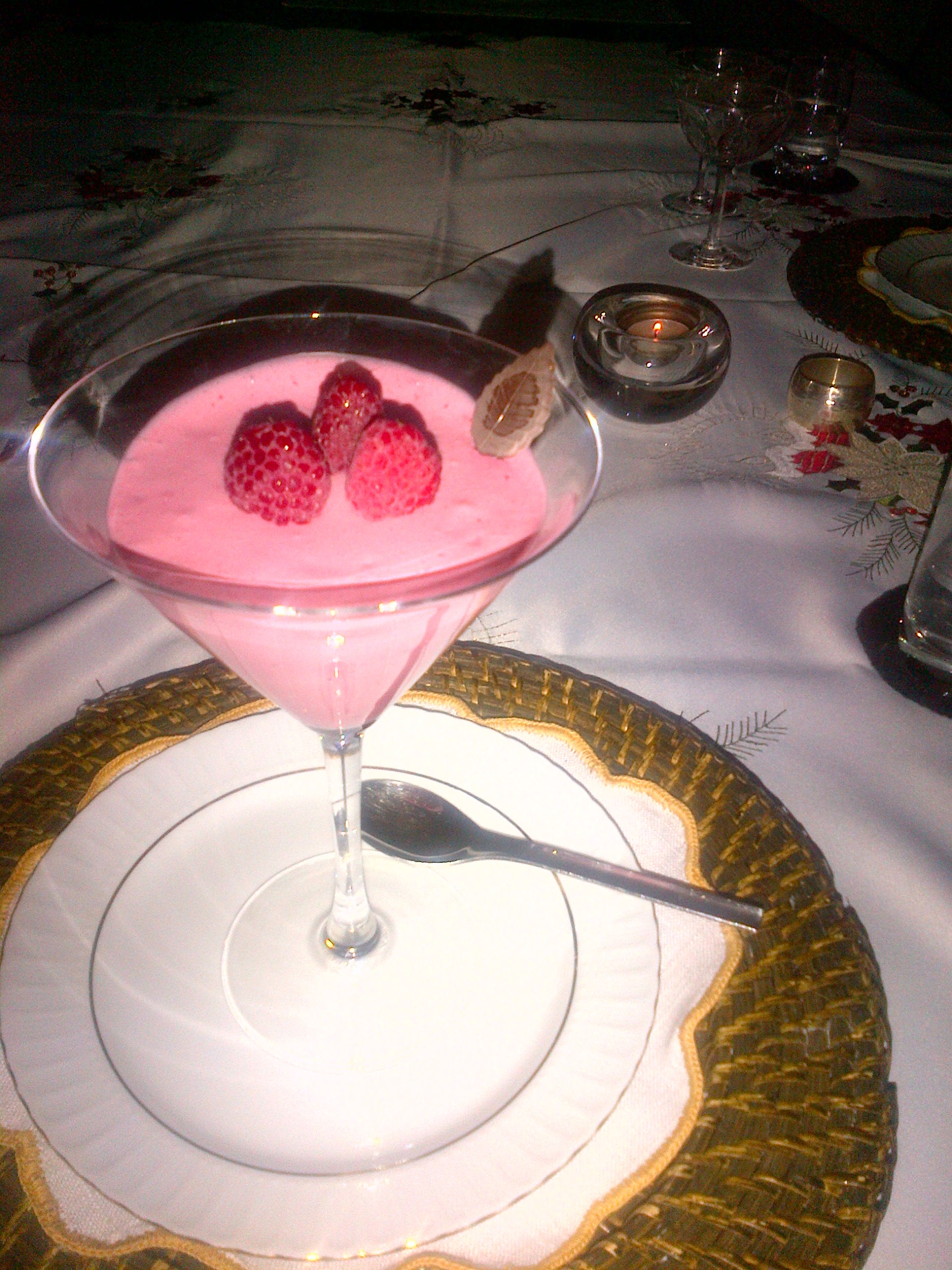

Krem – w kuchni polskiej, rodzaj deseru zimnego, zestalonego żelatyną, spulchnionego bitą śmietanką lub pianą ubitą z białek. Pozostałe składniki to: całe jaja lub żółtka utarte z cukrem oraz dodatki smakowe. Wszystkie składniki po połączeniu są razem ubijane do momentu lekkiego zestalenia kremu. Kremy mogą być też zestalane przez zamrożenie (np. krem kawowy mrożony). 
Dodatkami smakowymi mogą być: wanilia, karmel, napar z kawy lub herbaty, sproszkowana czekolada, mleko, śmietanka, napój alkoholowy (np. rum), przetarte owoce, itd.. Od tych składników pochodzić będzie zazwyczaj nazwa danego deseru (np. „krem pomarańczowy”, „krem herbaciany”). Innym składnikiem mogą być owoce całe lub pokrojone, które dodaje się w mniejszej ilości.
Kremy dekoruje się konfiturami, świeżymi owocami, siekanymi orzechami, groszkiem ptysiowym, biszkoptami, drobnymi ciasteczkami etc..
Kremy podaje się w szklanych pucharkach, specjalnych czarkach lub w kompotierkach. Desery mrożone podaje się w pucharkach szklanych lub platerowanych.
Współcześnie kremy takie zostały nieco zapomniane. W polskiej kuchni przedwojennej popularnością cieszył się m.in. krem szodonowy przygotowywany z białego wina, żółtek i cukru, zestalany żelatyną. Przypominał zabaglione, przy czym w porównaniu z włoskim specjałem zawierał znacznie więcej alkoholu – stąd potrzeba zastosowania żelatyny. Żelatynę pomija się, gdy krem szodonowy ma być podawany na ciepło – należy też wtedy znacznie zmniejszyć ilość dodanego wina, aby masa mogła zgęstnieć.